# Skate (videojuego)
Skate es un videojuego de skateboarding de EA para Xbox 360 y PlayStation 3. Fue lanzado en Norteamérica para Xbox 360 el 14 de septiembre de 2007, y para Playstation 3 el 24 de septiembre. En Europa fue puesto a la venta el 28 de septiembre para Xbox 360 y el 5 de octubre para PlayStation 3. Lleva vendidas más de 700.000 copias. El juego se creó básicamente para competir con la saga de Tony Hawk. Skate fue calificado con un 12+ en el PEGI por lenguaje soez y con un T en el ESRB por referencias de tabaco, supuesta sangre y gore, humor crudo, algunas palabrotas y violencia moderada.

## Localización
Skate está localizado en la ciudad ficticia de San Vanelona, una ciudad basada en la combinación de San Francisco, Vancouver y Barcelona.
Scott Blackwood ha dicho que en vez de comparar el tamaño del juego con Tony Hawk, compáralo con algo como Grand Theft Auto.

## Skaters
Este juego contiene los siguientes skaters:
- Danny Way
- Rob Dyrdek (con Christopher "Big Black" Boykin)
- Chris Cole
- PJ Ladd
- Jason Dill
- Jerry Hsu
- Mark Gonzales
- Dennis Busenitz
- Mike Carroll
- Ryan Gallant
- Ryan Smith
- John Rattray
- Colin McKay
- Pat Duffy
- Paul Rodríguez (el único en haber aparecido en la serie de videojuegos Tony Hawk)
- Terry Kennedy
- Chris Haslam
- Ali Boulala
- Alex Chalmers
- Dem Bonez (desbloqueable)
- Ratask8 Super Skater in the House (desbloqueable)

## Objetivos
San Vanelona es definida por los patinadores como "el paraíso del skate". Dentro de esta ciudad tendremos que superar diferentes retos como:
- Fotos para revistas
- Grabaciones para el patrocinador
- Partidas de S.K.A.T.E.
- Carreras
- Concursos del Mejor truco
- X-games
- Desafíos a grandes profesionales

La finalidad del juego es conseguir ser un profesional del skate teniendo patrocinadores de: tabla, ruedas, zapatillas y ejes.

## Música
- Agent Orange – "No Such Thing"
- Airbourne - "Let's Ride"
- Bad Brains - "I Against I"
- Band of Horses - "The Funeral"
- Beat Beat Beat - "Sinking Slow"
- Black Flag - "Six Pack"
- Booker T. & the M.G.'s - "Green Onions"
- Challenger - "Input the Output"
- Cheap Trick - "Surrender"
- Children of Bodom - "Hate Crew Deathroll"
- David Bowie - "Queen Bitch"
- Dead Prez - "Hip Hop"
- Devo - "Gut Feeling/Slap Your Mammy"
- Eddie Rap Life - "Push Your Wood"
- Eric B. & Rakim - "Juice (Know the Ledge)"
- Escalera - "Go It Alone"
- Filthy Thievin' Bastards - "Lords of the Avenues"
- Gang Starr - "Now You're Mine"
- H.I.T - "Drama"
- Mac Mall - "Perfect Poision"
- Motörhead - "We Are Motorhead"
- Nirvana (banda) - "Lounge Act"
- N.W.A. - "Express Yourself"
- Renee Renee - "Stand Up Talk Easy"
- Rick James - "Give It To Me Baby"
- Rick Ross - "Hustlin"
- River City Tanlines - "Black Knight"
- S.T.R.E.E.T.S - "Georgia St."
- Sicker Than Others - "Face Away"
- Sister Nancy - "Bam Bam"
- Slayer - "Raining Blood"
- The Briefs - "Poor and Weird"
- The Coup - "Ride the Fence"
- The Dwarves - "Massacre"
- The Exploding Hearts - "Your Shadow"
- The Falcon - "Blackout"
- The Mag Seven - "Dick Cemetery"
- The Ramones - "Psycho Therapy"
- The Returnables - "Teenage Imposters"
- The Sex Pistols - "Pretty Vacant"
- The Stars Misplaced - "Prophets and Kings"
- The White Stripes - "Girl, You Have No Faith In Medicine"
- Trouble Andrew - "Chase Money"
- Valient Thorr - "Man Behind The Curtain"
- ZZ Top - "Just Got Paid"

## Curiosidades
No es la primera vez que EA hace presencia en el mundo de los videojuegos de patinaje. Aproximadamente por el año 2000, EA (Electronic Arts en ese entonces, antes de ser abreviado a EA) lanzó al mercado un juego de Skateboarding llamado Street Sk8er para Playstation. Incluso llegó a salir una secuela con el título de Street Sk8er 2.